# Jakkasandra, Dod Ballapur
Jakkasandra là một làng thuộc tehsil Dod Ballapur, huyện Bangalore Rural, bang Karnataka, Ấn Độ.